# Форвард Тауншип (округ Батлер, Пенсільванія)
Форвард Тауншип (англ. Forward Township) — селище (англ. township) в США, в окрузі Батлер штату Пенсільванія. Населення — 3164 особи (2020).

## Демографія
Згідно з переписом 2010 року, у селищі мешкала 2531 особа в 971 домогосподарстві у складі 732 родин. Було 1032 помешкання
Расовий склад населення:
| - 98,5 % — білих - 0,4 % — азіатів - 0,2 % — корінних американців - 0,1 % — чорних або афроамериканців |

До двох чи більше рас належало 0,9 %. Частка іспаномовних становила 0,4 % від усіх жителів.
За віковим діапазоном населення розподілялося таким чином: 21,6 % — особи молодші 18 років, 64,5 % — особи у віці 18—64 років, 13,9 % — особи у віці 65 років та старші. Медіана віку мешканця становила 43,9 року. На 100 осіб жіночої статі у селищі припадало 103,3 чоловіків;  на 100 жінок у віці від 18 років та старших — 103,4 чоловіків також старших 18 років.
Середній дохід на одне домашнє господарство  становив 80 325 доларів США (медіана — 65 547), а середній дохід на одну сім'ю — 83 011 долар (медіана — 70 313). Медіана доходів становила 47 330 доларів для чоловіків та 38 833 долари для жінок. За межею бідності перебувало 5,6 % осіб, у тому числі 8,9 % дітей у віці до 18 років та 6,0 % осіб у віці 65 років та старших.
Цивільне працевлаштоване населення становило 1323 особи. Основні галузі зайнятості: роздрібна торгівля — 14,7 %, освіта, охорона здоров'я та соціальна допомога — 14,4 %, виробництво — 13,5 %.